# Велика Трнава
45°40′ пн. ш. 17°01′ сх. д. / 45.67° пн. ш. 17.02° сх. д.
Велика Трнава (хорв. Velika Trnava) — населений пункт у Хорватії, у Б'єловарсько-Білогорській жупанії у складі громади Герцеговаць.

## Населення
Населення за даними перепису 2011 року становило 298 осіб.
Динаміка чисельності населення поселення: